# 布格瓦尔德 (黑森州)
布格瓦尔德（德語：Burgwald）是德国黑森州的一个市镇。总面积41.29平方公里，总人口4833人，其中男性2462人，女性2371人（2011年12月31日），人口密度117人/平方公里。